# Кевюдовское сельское муниципальное образование
Кевюдовское сельское муниципальное образование — сельское поселение в Ики-Бурульском районе Калмыкии.
Административный центр — посёлок Кевюды.

## География
Поселение расположено в западной части Ики-Бурульского района и граничит:
- на юго-западе — со Ставропольским краем;
- на западе — с Приютненским районом (Первомайское СМО);
- на севере — с Приманычским СМО;
- на востоке с Манычским СМО;
- на юге — с Зундатолгинским СМО.

## Население
| 2002 | 2010 | 2011 | 2012 | 2013 | 2014 | 2015 |
| ---- | ---- | ---- | ---- | ---- | ---- | ---- |
| 554  | ↘514 | ↘511 | ↘483 | ↘465 | ↘462 | ↘461 |
| 2016 | 2017 | 2018 | 2019 | 2020 | 2021 |      |
| ↗482 | ↘471 | ↘458 | ↘454 | ↘429 | ↗480 |      |

По состоянию на 01.01.2012 г. население СМО составляет 483 человек или 4,3 % населения Ики-Бурульского района. Большая часть населения проживает в посёлке Кевюды — 78,9 % населения СМО (381 человек). Численность населения п. Цаган Ташу и п. Кордон составляет, соответственно, 50 чел. (10,3 %) и 52 чел. (10,8 %).

### Национальный состав
По данным Всероссийской переписи населения 2010 года:
| Национальность | Численность (чел.) | Процентное соотношение |
| -------------- | ------------------ | ---------------------- |
| Калмыки        | 391                | 76,07%                 |
| Даргинцы       | 66                 | 12,84%                 |
| Чеченцы        | 26                 | 5,06%                  |
| Русские        | 24                 | 4,67%                  |
| Другие         | 7                  | 1,36%                  |
| Всего          | 514                | 100,00%                |

## Состав сельского поселения
| № | Населённый пункт | Тип населённого пункта          | Население |
| - | ---------------- | ------------------------------- | --------- |
| 1 | Кевюды           | посёлок, административный центр | ↘381      |
| 2 | Кордон           | посёлок                         | ↘52       |
| 3 | Цаган Ташу       | посёлок                         | →50       |